# 山中健 (数学者)
山中 健（やまなか たけし、1931年10月10日 - ）は、日本の数学者で日本大学名誉教授。

## 人物
東京府東京市王子区（現在の東京都北区）で出生。東京都立第九中学校（現在の東京都立北園高等学校）から東京大学に進学し、理学部数学科を1955年に卒業。
1955年に立教大学理学部数学科に助手として就職。1964年に助教授に昇進したが、1967年に武蔵工業大学の一般教養課程の教授に転進。1972年には日本大学理工学部数学科教授となり、定年となる70歳まで勤めた。
2011年6月15日、同年4月29日付での瑞宝中綬章受章が決定。

## 著書
- 『線形位相空間と一般関数』共立出版社、1966年
- 『変分学入門』（福原満洲雄と共著）朝倉書店、1978年
- 『フレッシェ微分の理論とその応用』東海大学出版会、1992年

## 訳書
- イヴァン・ヴィノグラードフ『整数論入門』（三瓶与右衛門と共訳）共立出版社、1959年
- サージ・ラング『ラング現代の解析学』（上坂洋司、御前憲広と共訳）共立出版社、1981年
- J. アダマール『偏微分方程式 - コーシー問題と双曲型線形偏微分方程式』（福原満洲雄、相沢貞二と共訳）共立出版社、1997年